# Seiichirō Maki
Seiichirō Maki (jap. 巻 誠一郎 Maki Seiichirō; * 8. August 1980 in Uki) ist ein japanischer ehemaliger Fußballspieler.
Bis zum 16. Lebensjahr spielte Maki sowohl Eishockey als auch Fußball, bevor er sich für die Letzteres entschied. Anfangs spielte er nur für die Schul- und Hochschulmannschaften und nahm 2001 als Spieler der Universität Komazawa am Universiade-Turnier in Peking teil, das Japan gewann. Erst 2003 folgte sein Wechsel in die japanische Profiliga, wo er sich JEF United anschloss. Nach kurzem Anlauf wurde er zum Stammspieler im Sturm. Mit für japanische Verhältnisse außergewöhnlichen 1,84 m ist er einer der gefährlichsten Kopfballspieler der japanischen Liga. 
Auch in der japanischen Nationalmannschaft war Maki ein Spätstarter. Erst wenige Tage vor seinem 25. Geburtstag kam er am 31. Juli 2005 zu seinem ersten Einsatz im Nationaltrikot. Nachdem er in insgesamt zehn Einsätzen immerhin drei Tore erzielt hatte, wurde er auch als Ergänzungsspieler ins Aufgebot Japans für die Fußball-Weltmeisterschaft 2006 in Deutschland aufgenommen. Dort kam er dann auch einmal zum Einsatz.